# Loire-sur-Rhône
Loire-sur-Rhône este o comună în departamentul Rhône din sud-estul Franței. În 2009 avea o populație de 2.382 de locuitori.

## Evoluția populației
| An        | 1975  | 1982  | 1990  | 1999  | 2006  | 2009  |
| --------- | ----- | ----- | ----- | ----- | ----- | ----- |
| Populație | 1.788 | 1.937 | 1.927 | 2.126 | 2.277 | 2.382 |